# Menjador

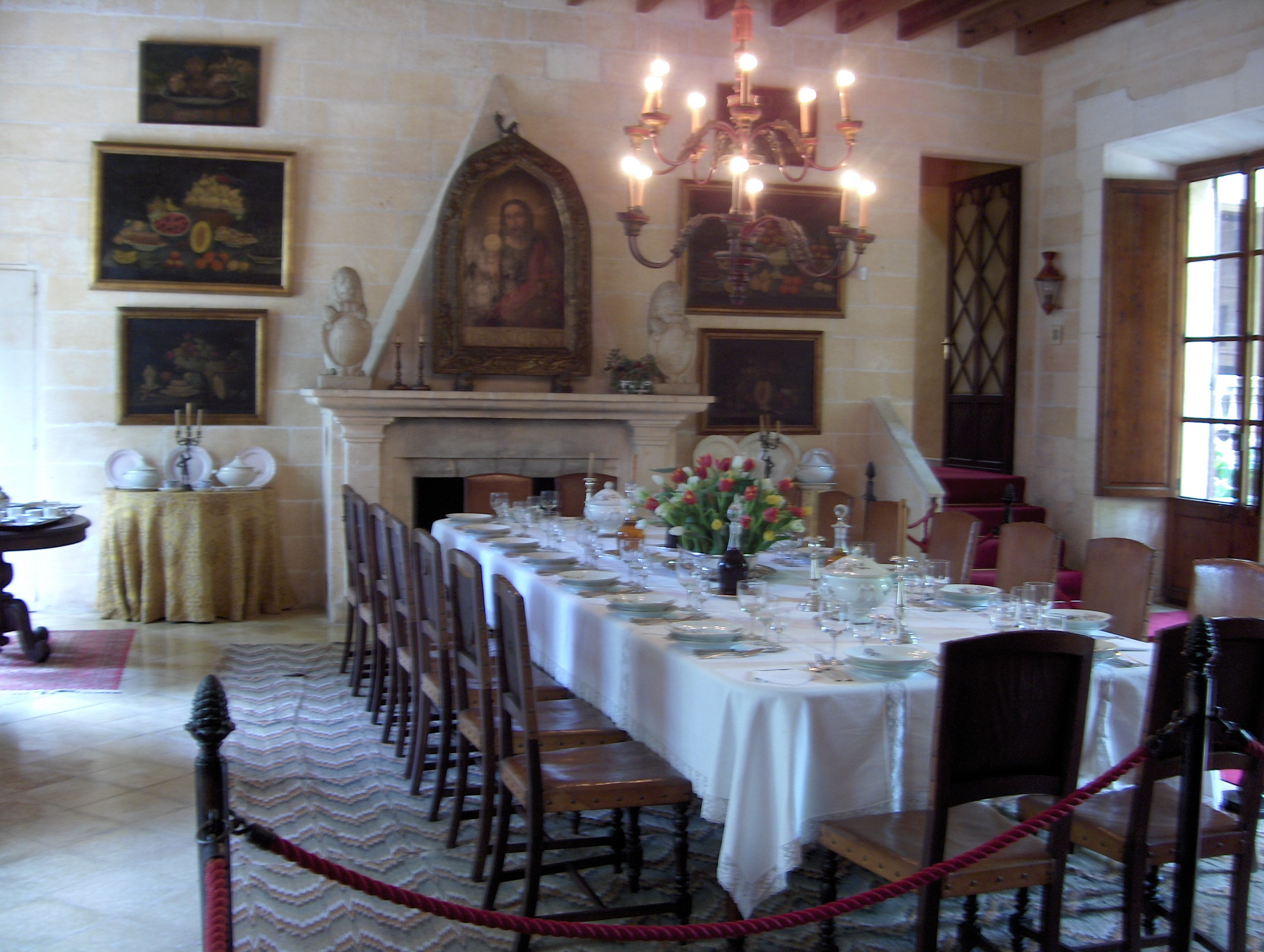
Menjador senyorial

El menjador designa un espai o lloc en el qual les persones es reuneixen per ingerir aliments, ja sigui esmorzar, dinar, sopar o refrigeri. Pot haver-hi un o diversos menjadors en una casa, edifici, empresa, hotel, oficina o escola. Depenent del lloc, del servei i dels productes que ofereixi el menjador pot canviar de nom: restaurant o cafeteria, però compleix la mateixa finalitat. El menjador és una ampliació de la cuina i en general es troba prop d'està, amb la finalitat d'atendre bé als comensals, i de portar i portar sense dificultat els estris necessaris per a la ingesta d'aliments: plats, coberts, estovalles, cassoles amb menjar, gerres, tovallons, etc. De vegades, per aprofitar l'espai, la cuina i el menjador es troben en un mateix lloc.
Així mateix, segons l'immoble en el qual es trobi el menjador, aquest pot ser ampli o reduït, i comptar amb una o diverses taules i cadires a on se sentin els comensals; així com amb un equipament (cuina, estris, mobles, ventilació, etc.) i personal (cambrers, cuiners, etc.) especialitzat que atengui les necessitats alimentàries de les persones que freqüentin el menjador.
El menjador no només és un espai, els mobles que el conformen són de fet el que coneixem com a menjador: una taula, i al menys una cadira. En general, qualsevol espai on es pugui menjar sobre mobles que funjan com taules i cadires pot dir menjador.
El material amb què estan fets els mobles per a un menjador és variat i depèn també del tipus de lloc: hotel, escola, oficina, etc.: fusta, plàstic, poliuretà, metall, vímet... Aquests materials permeten col·locar-los a l'aire lliure o en un lloc tancat. La decoració dels mobles i el color també depèn del lloc, del gust i la finalitat del menjador. Però en general ha de crear un ambient acollidor i sobretot còmode i funcional.

## Història
A l'edat mitjana i fins a finals del segle xx, s'instal·laven taules provisionals i desmuntables on es rebia els convidats, mitjançant safates col·locades sobre cavallets, d'aquí l'expressió "dresser la table". En el segle xviii, la taula real se seguia posant (a l'antecambra de la reina, per exemple), amb el servei francès (plats exposats tots alhora en una gran taula on els convidats acudeixen a servir-se). Normalment, entre els nobles, els àpats es realitzaven a les avantcambres o gabinets, mentre que la resta de la població menjava al camp, a la cuina o al costat del foc a la sala comuna. A partir del segle xviii, a les ciutats, on abans la burgesia menjava al dormitori oa la sala principal, es va traslladar la cuina al pis superior i es va dedicar una sala de cerimònies als menjars.
A l'edat mitjana, les classes altes i la noblesa europea a castells o grans cases senyorials sopaven al gran saló. Es tractava d'una gran sala multifuncional amb capacitat per acollir la major part de la població de la casa. La família s'asseia a la taula principal sobre un estrat elevat, amb la resta de la població disposada en ordre de rang decreixent lluny d'ells. Les taules del gran saló solen ser llargues taules de cavallet amb bancs. El gran nombre de persones en un Gran Saló significava que probablement hauria tingut un ambient atrafegat i bulliciós. Els suggeriments que també hauria estat força pudent i fumejant són probablement, per als estàndards de l'època, infundats. Aquestes sales tenien grans xemeneies i sostres alts i l'aire circulava lliurement per les nombroses portes i finestres.
A finals del segle xx, la taula es va convertir en un moble permanent a la sala, en lloc de desmuntar-se per deixar un lloc de pas després de l'esdeveniment. També es va establir tot un art de la taula, que va anar passant de les cases nobles als estrats cada cop més modestos de la burgesia.
És cert que els propietaris d'aquest tipus d'immobles van començar a desenvolupar un gust per les reunions més íntimes a parlers o privee parlers més petits, allunyats del saló principal, però es creu que això es deu tant als canvis polítics i socials com a la comoditat més gran que ofereixen aquestes sales. Amb el temps, la noblesa menjava més al saló i el saló es va convertir, funcionalment, en un menjador (o es va dividir en dues habitacions separades). També es va allunyar del Gran Saló, al qual sovint s'accedia a través de grans escales cerimonials des de l'estrada del Gran Saló. Amb el temps, sopar al Gran Saló es va convertir en una cosa que es feia principalment en ocasions especials.
Cap a principis del segle xviii, va sorgir un model en què les dames de la casa es retiraven després del sopar del menjador al saló. Els cavallers es quedaven al menjador prenent begudes. Així, el menjador tendia a adquirir un caire més masculí.
A França, el menjador no es va generalitzar realment fins al segle xix, amb l'ús del servei a la russa (plats presentats un a un i individualment) que es va desenvolupar als cercles rics i burgesos. Normalment separada de la sala d'estar per l'entrada, aquesta sala d'espectacles es va fer més comuna. Al voltant d'una taula envoltada de cadires, hi ha un bufet, vitrines amb coberts, porcellana o llaminadures, envoltades de parets decorades amb quadres i pesades cortines. Els convidats de les cases més riques es traslladaven al saló o a la sala de fumadors quan acabava el dinar. Les llars més modestes en feien el cor de la casa i, un cop acabat el menjar, la taula era utilitzada per la família per a les tasques d'agulla, així com per a la lectura sota la llum del sostre, mentre que el saló era acuradament protegit de la llum i la pols fora de les recepcions.
A les dècades de 1930 i 1940, els menjadors van continuar separats de les cuines, fins i tot quan les cambres dels criats es van fer menys comuns a les cases de classe mitjana. Als anys 50 i 60, les zones de menjador i cuina es van fusionar, i els salons es van unir amb les cuines-menjadors.
Durant la pandèmia del COVID-19, els menjadors que encara existien s'utilitzaven com a oficines o aules a casa i eren valuosos pel seu aïllament.

## Ús contemporani
Un menjador típic occidental contindrà una taula amb cadires disposades al llarg dels costats i extrems de la taula, així com altres mobles com aparadors i vitrines, segons ho permeti l'espai. Sovint, les taules dels menjadors moderns tenen un full extraïble per permetre la presència d'un nombre més gran de persones en aquelles ocasions especials sense ocupar espai extra quan no s'utilitzen. Tot i que l'experiència «típica» de menjar en família és en una taula de fusta o en algun tipus de cuina, alguns opten per fer els menjadors més còmodes utilitzant sofàs o cadires confortables.
A les llars modernes occidentals, el menjador sol estar adjacent al saló, utilitzant-se cada vegada més només per a sopars formals amb convidats o en ocasions especials. Per als àpats informals diaris, la majoria de les cases de mida mitjana i més grans tindran un espai adjacent a la cuina on es poden col·locar la taula i les cadires, els espais més grans sovint es coneixen com a dinette mentre que un més petit s'anomena esmorzar. Les cases més petites i els condominis poden tenir una barra d'esmorzar al seu lloc, sovint d'una alçada diferent de la del taulell de la cuina regular (sigui aixecada per a tamborets o baixada per a cadires). Si una casa no té menjador, esmorzar o barra d'esmorzar, la cuina o la sala d'estar s'utilitzaran per dinar cada dia.
Al Regne Unit, moltes famílies utilitzen tradicionalment el menjador només els diumenges, menjant la resta dels menjars a la cuina.
A Austràlia, l'ús del menjador continua sent freqüent, tot i que no forma part essencial del disseny de les cases modernes. Per a la majoria, es considera un espai per a ocasions formals o celebracions. Les llars més petites poden utilitzar una barra d'esmorzar o una taula situada dins dels confins d'una cuina o d'estar per als àpats.

### Il·luminació al menjador

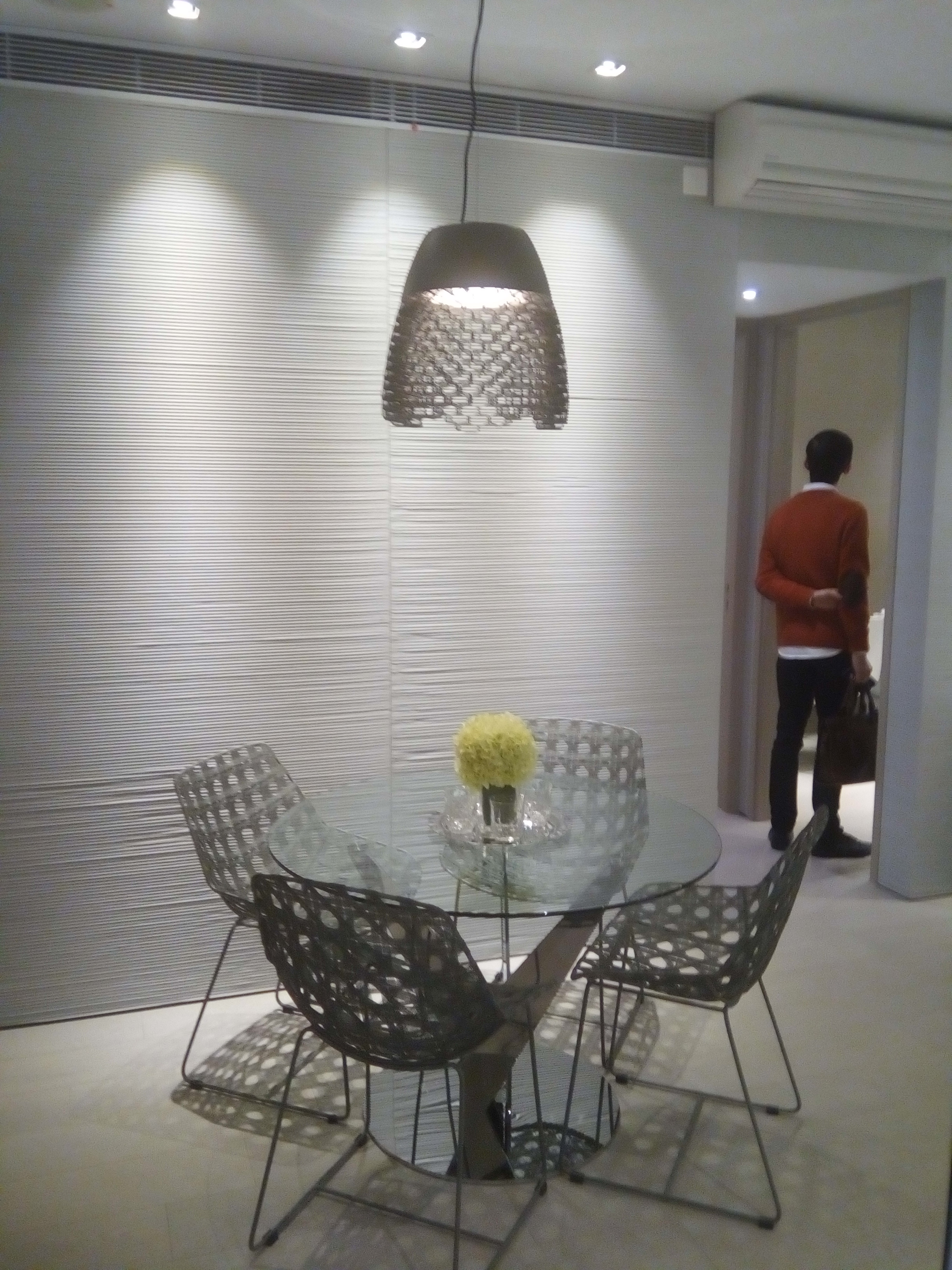
Il·luminació adequada en un menjador.

Al menjador la llum juga un paper molt important perquè crea l'ambient desitjat. La font de llum ha d'estar damunt la taula del menjador. El llum s'ha de col·locar de manera que pengi a uns 70 cm de la superfície de la taula, perquè la llum no enlluerni les persones assegudes a taula. La solució més comuna és un llum de sostre que penja a sobre del centre de la taula. Un anell de llum que cau des de dalt separa la zona de menjar de l'espai circumdant. Una solució alternativa, que donarà el mateix efecte, però un ambient més íntim, són una o dues làmpades de peu col·locades darrere de la fila de cadires.
Si no hi ha prou llum natural al menjador, o l'espai és petit, el problema es pot solucionar instal·lant miralls de paret que reflecteixin la llum i creïn la il·lusió d'un espai més gran.

## Menjador d'hotel i restaurant

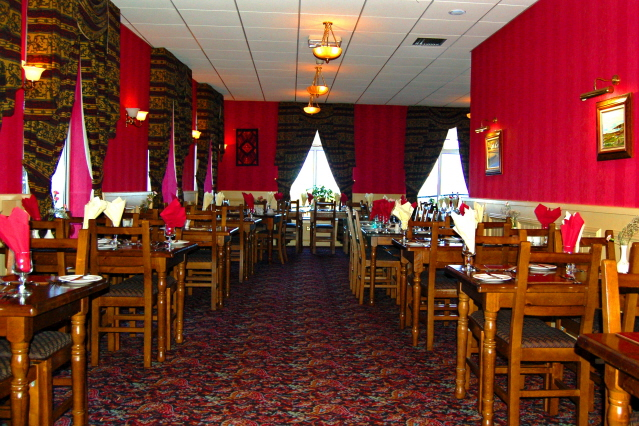
Menjador d'hotel.

Segons diversos criteris, el tipus i el mètode de servei, els hotels es classifiquen en hotels de categoria inferior i superior. Aquestes categories estan marcades amb estrelles (1-5). La quantitat d'estrelles que tindrà un hotel depèn de molts factors, com ara: aparença externa de les instal·lacions, qualitat del servei, higiene, qualitat dels aliments, instal·lacions addicionals i altres. L'estandardització hotelera (European Hotelstar Union) hauria d'haver-se introduït en l'àmbit de la Unió Europea, cosa que seria acceptada en tots els estats membres. No obstant això, encara que va ser creat un sistema el mateix no és obligatori, serveix només com a guia, i està basat en el sistema alemany que va tenir una gran influència en la classificació dels hotels de Centre Europa. Segons aquesta categorització, tots els hotels (inclosos els de categories més baixes que no tenen perquè tenir restaurant) han de disposar d'un menjador on se serveixi l'esmorzar.
El menjador, sigui formal o informal, és l'estada més important d'un restaurant. El disseny d'aquesta sala juga un paper important a l'ambient general del restaurant. A més de taules i cadires, aquest espai està equipat amb altres continguts, alguns dels quals convé amagar els ulls dels visitants. El tipus de taules i cadires depèn principalment de la mida de l'habitació. Les taules fixes estalvien espai, però les clàssiques són més adequades en cas que calgui muntar-les per a una empresa més gran. És bo mantenir els mobles tan simples com sigui possible, perquè els adorns en relleu de les taules i cadires retenen restes de menjar, greixos i impureses similars, cosa que requereix més cura en el manteniment. El mateix passa amb les teles que es poden utilitzar per cobrir seients i respatllers de cadires.
El disseny del restaurant ha de representar un equilibri entre el confort i la capacitat màxima de comensals. Una part clau del menjador de qualsevol restaurant ben planificat és tenir una cambra de servei per als accessoris, al qual el personal ha d'accedir fàcilment, però que ha d'estar ocult a la vista dels convidats. En aquesta sala hi ha d'haver una màquina de cafè, plats, gots, tasses i coberts addicionals, tovallons i espècies. Llegiu la descripció completa del que està esperant a l'estació d'espera, inclòs el sistema POS (Punt de venda). Un altre element necessari al menjador d'un restaurant o hotel és el taulell del personal, on, entre altres coses, hi ha la caixa registradora. Un altre element que es pot ubicar al mateix menjador o just al costat d'aquest és la barra del restaurant.

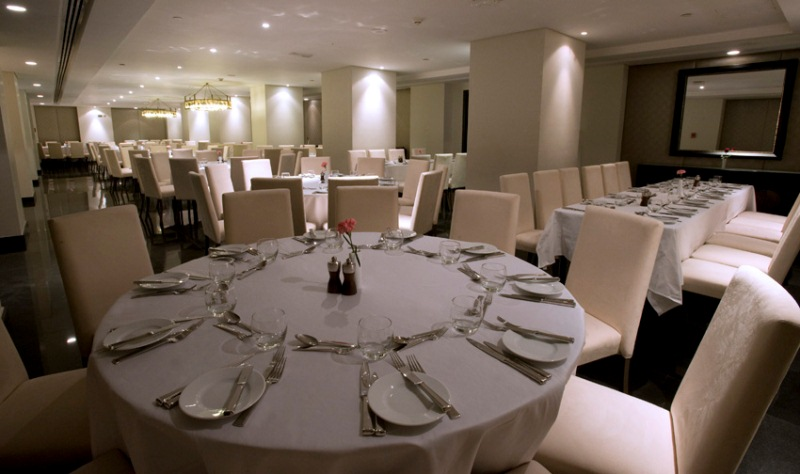
Menjador - saló de banquets.

### Mobles de menjador de restaurant o hotel
El mobiliari del menjador d'un hotel o restaurant sol consistir en taules, cadires, una barra i una vinoteca. Les superfícies de treball de la barra solen ser de vidre, fusta o pedra d'alta qualitat. Els mobles han de ser estilísticament uniformes i la decoració s'hi ha de basar. Les taules solen ser rectangulars o rodones, i també poden ser aquelles que es poden estirar i ampliar fàcilment en cas de necessitat. Les cadires s'han de combinar amb taules.

## Tipus

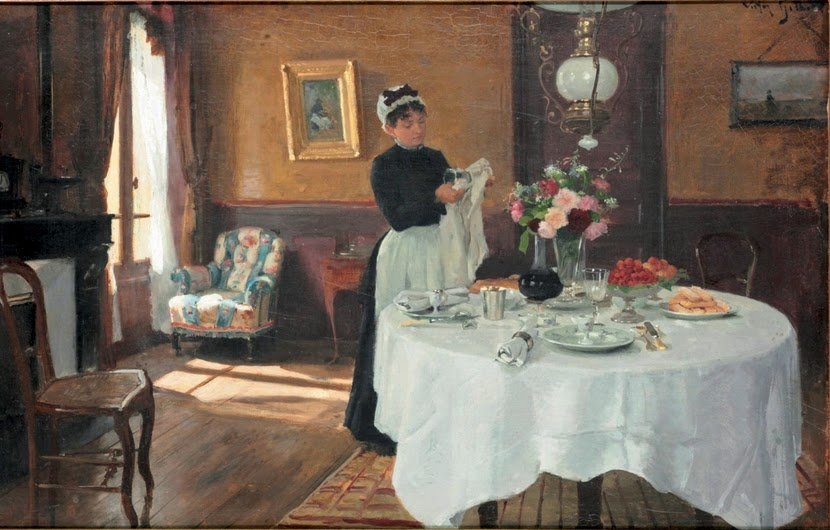
Menjador domèstic
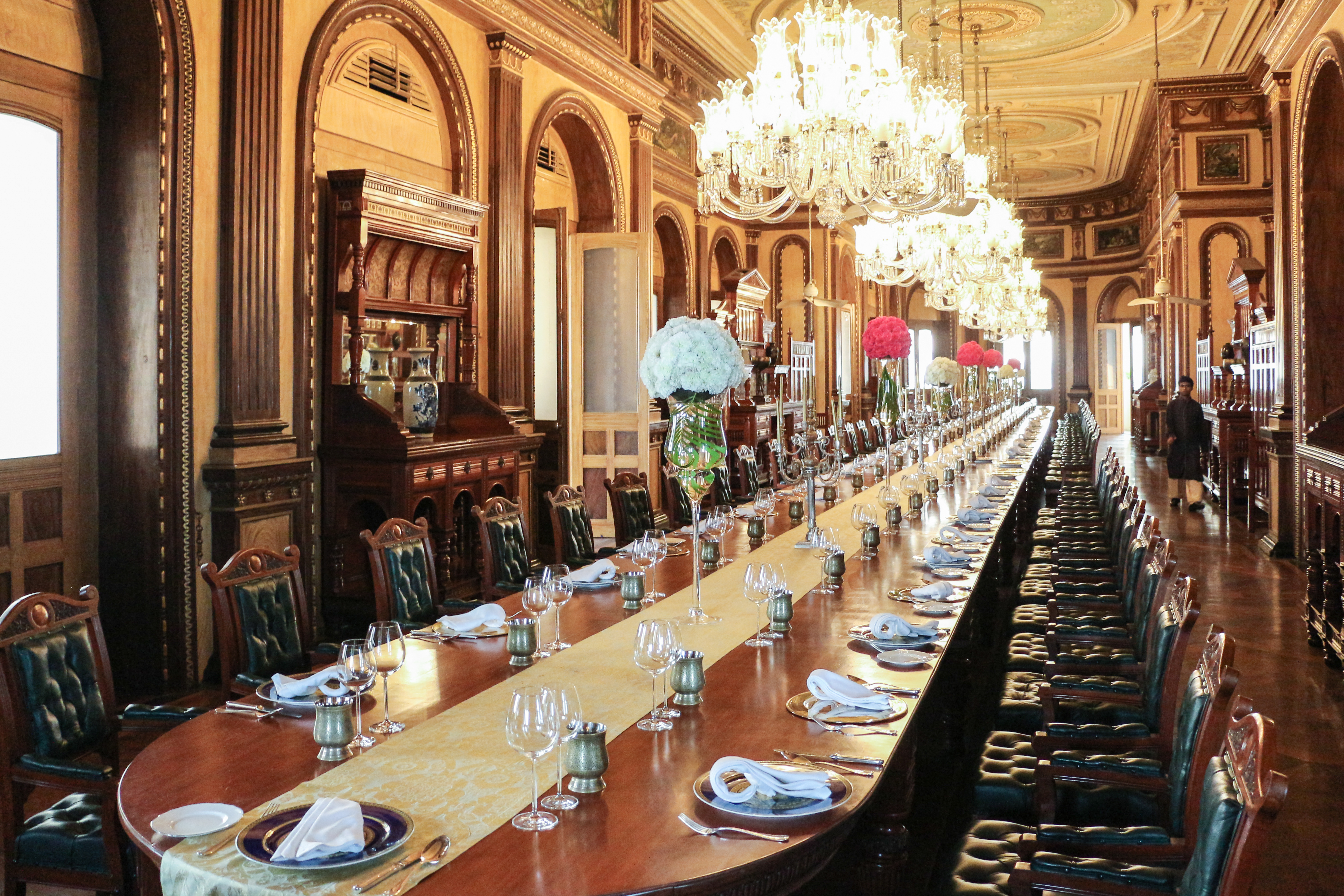
Luxós menjador en el palau Falaknuma a l'Índia
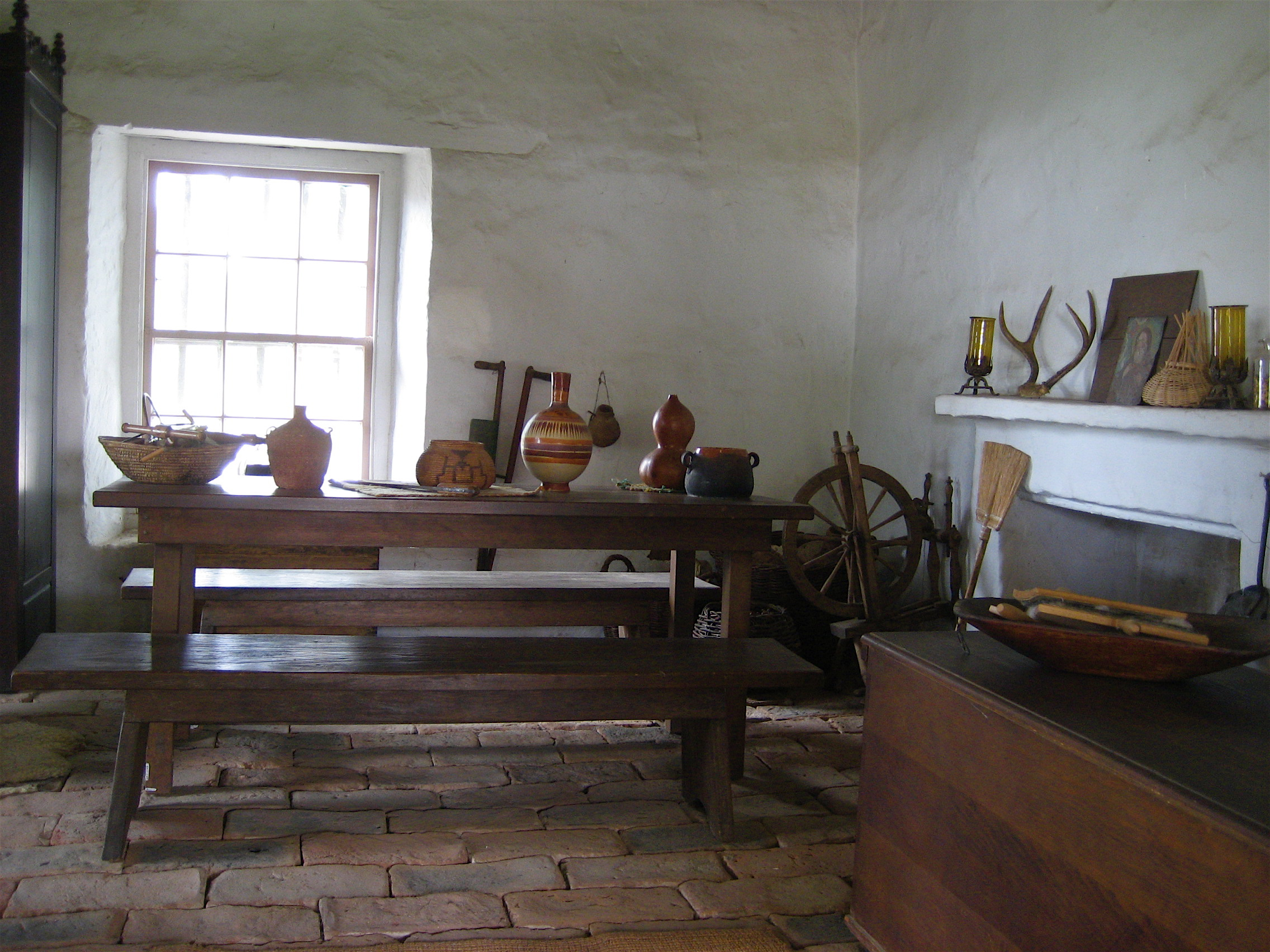
Menjador de servei
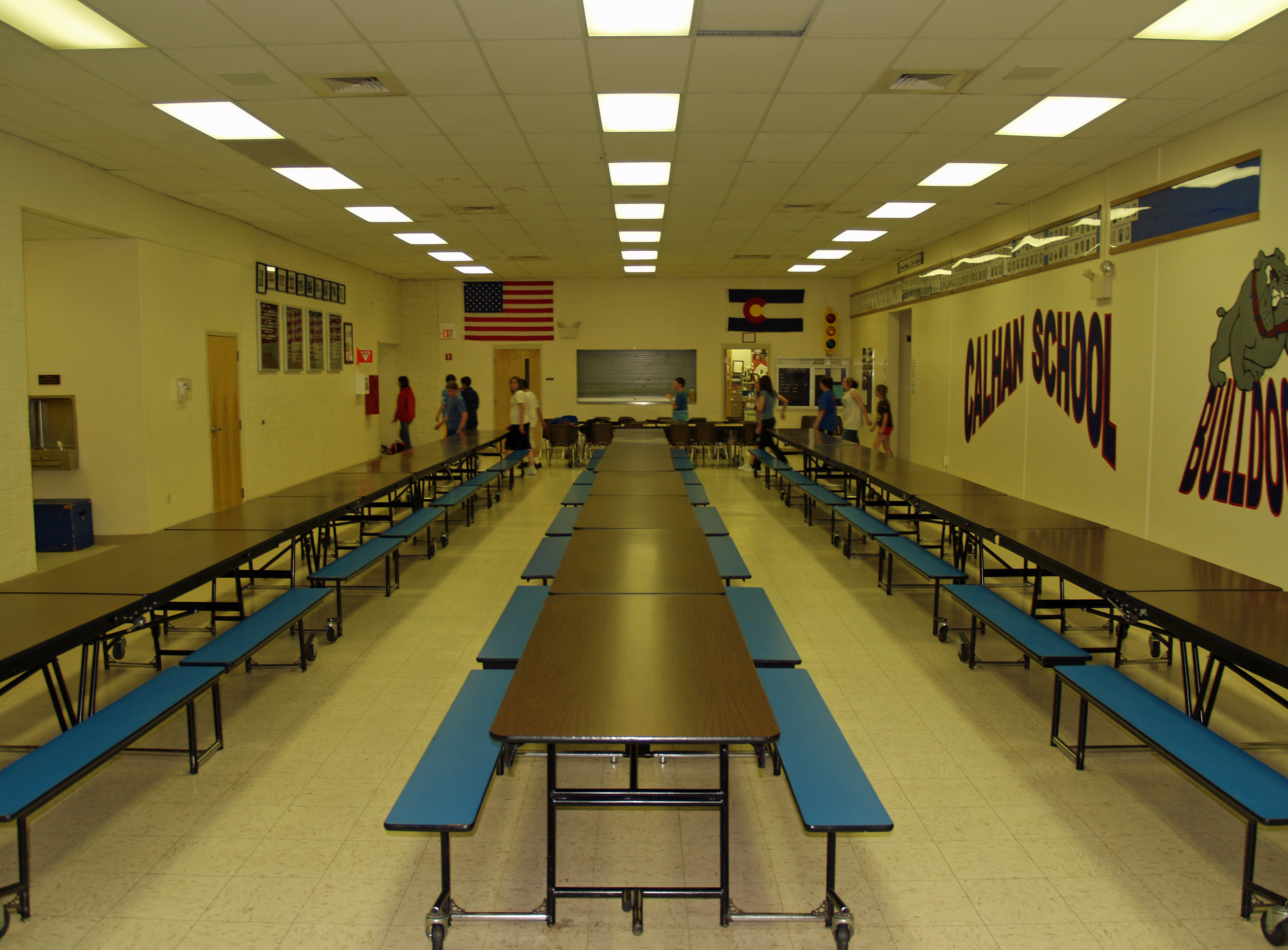
Menjador en un institut americà
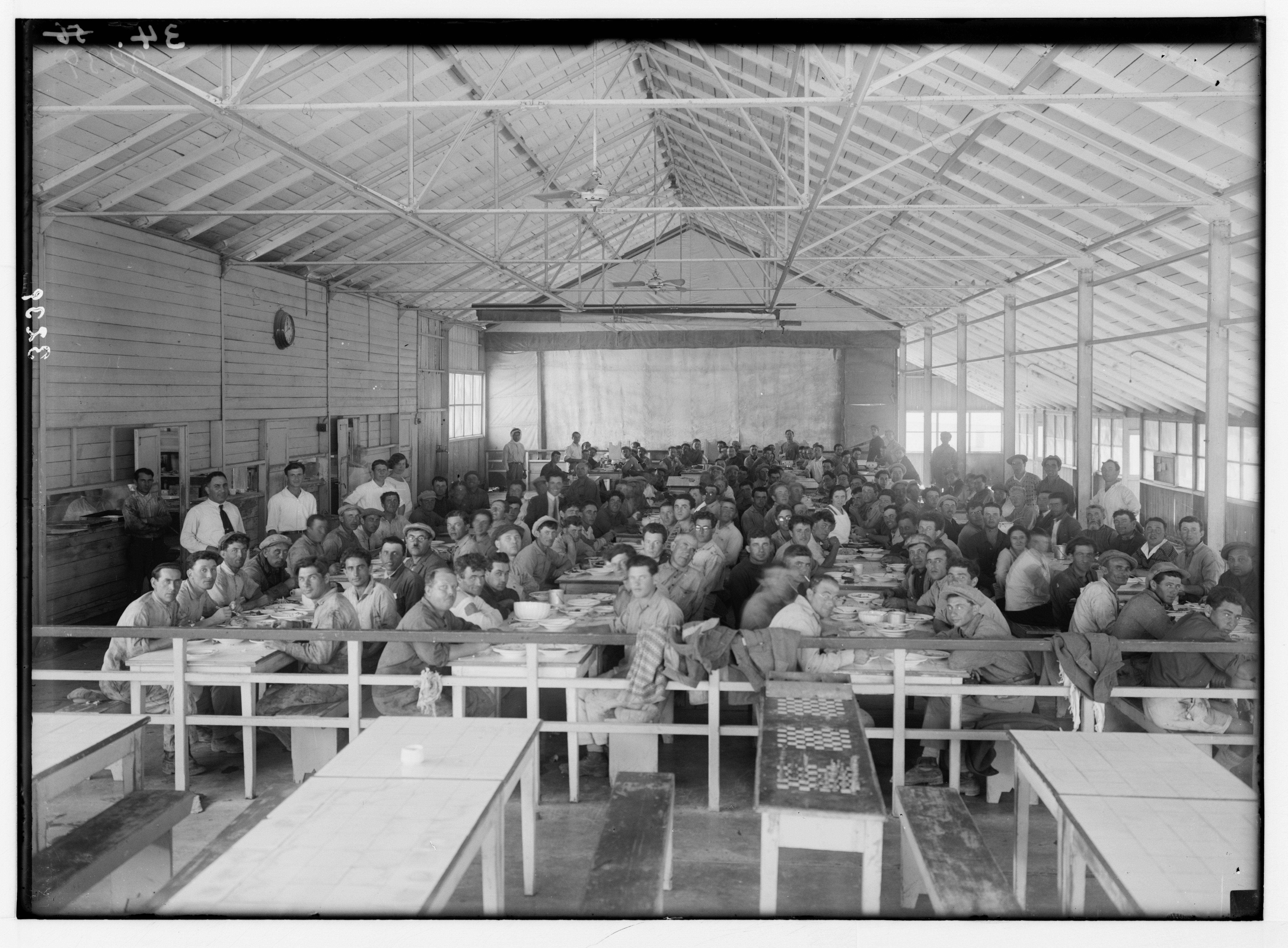
Menjador per empleats d'una planta elèctrica
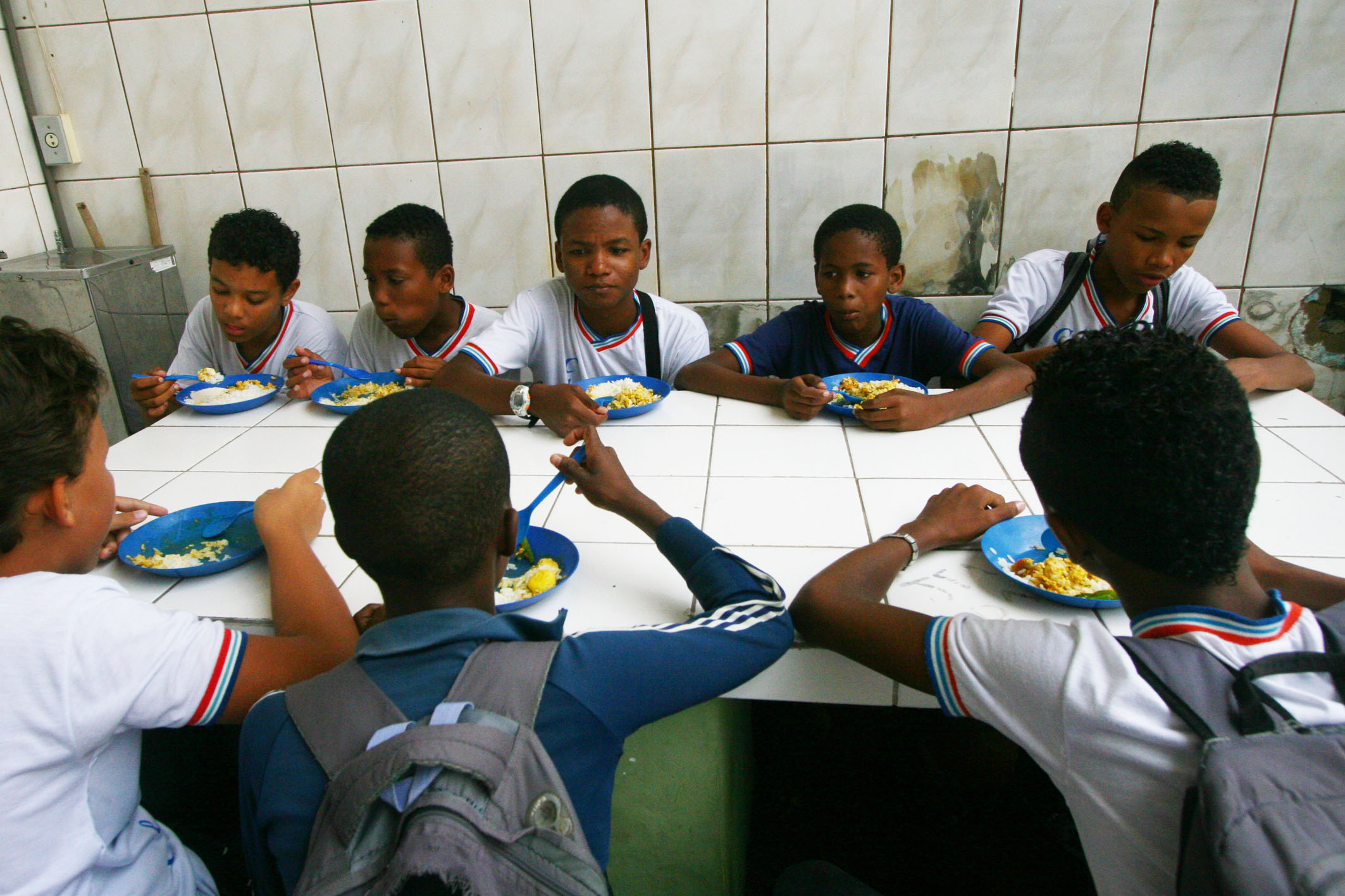
Menjador infantil en una escola